# HILT black light theatre Prague
HILT black light theatre Prague je pražská skupina umělců zabývajících se tvorbou černého divadla. Uskupení vzniklo v roce 2006, kdy jej založili tanečník Theodor Hoidekr a herečka Štěpánka Pencová.

## O skupině
Černé divadlo HILT Praha založili v roce 2006 herec a tanečník Theodor Hoidekr a herečka Štěpánka Pencová. Divadelní skupina poprvé vystoupila na veřejnosti v Novém Dillí v Indii v srpnu roku 2007 v rámci reklamního galavečera pro společnost Motorola, kde s nimi vystoupil bollywoodský herec Abhishek Bachchan.
Skupina tvoří zejména představení černého divadla a okrajově stínové divadlo. Představení jsou výhradně nonverbální, pouze taneční a pantomimická.
V průběhu let skupina spolupracovala s veřejně známými osobnostmi, Ivetou Bartošovou a Karlem Gottem. Kromě vystupování v českých městech a divadlech se skupina dostala i do zahraničí – Indie, Polska, na Slovensko, do Číny či Guatemaly. Získali dvě ocenění na Světové divadelní olympiádě v Novém Dillí a v Bombaji.
Stálou scénu s pravidelnými představeními HILT udržuje v Praze.

## Představení a turné HILT
- 2007 krátká show pro "Motorolu" v Novém Dillí, Indie[12]
- 2007 krátká show pro "Alcatel" v Bratislavě, Slovensko (s WOW show Praha)
- 2007 zahajovací akce "Club beer " v Quitu a v Guayaquil, Ekvádor (s WOW show Praha)
- 2007 řecké turné a německé turné (s WOW show Praha)
- 2008 první celovečerní divadelní představení "Magic Light Show"[13] v "Divadle Radka Brzobohatého" v Praze
- 2008 zahajovací akce "Indica Vista"[14] v Bombaji
- 2008 "Malovaný svět angl. The Painted World"[15] světová premiéra v rámci festivalu Bharat Rang Mahotsav v New Delhi a v Lucknow
- 2009 "Malovaný svět"[16] měl premiéru v Hoidekrově rodné Ostravě
- 2009 zahajovací akce „Nissan Micra“[17] v Novém Dillí
- 2010 Iveta Bartošová české turné[18]
- 2010-2014 muzikálová show černého divadla "Sen Romea a Julie" a "HILTstory"[19] české turné
- 2015 premiéra "Phantom - best of black light theatre"[20] v Praze
- 2015 "Phantom - to nejlepší z černého divadla" [21] v Jelenia Gora,  Polsko, divadelní festival Teatralki
- 2016 představení stínového divadla "Popelka"[22] v Praze
- 2017 zahajovací akce "Mazda" v Českých Budějovicích
- Předávání výročních cen 2017 pro NCAB Švédsko v Grandhotelu Pupp[23]
- 2018 Světová divadelní olympiáda[24] v New Delhi a v Bombaji
- 2018 Gala-show "Hewlett Packard" s Karlem Gottem v Paláci Žofín Praha[5]
- 2019 (v srpnu) světová premiéra Gala-show „Porsche Taycan“[25] v Šanghaji, Čína[26]
- 2019 (březen) – 2022 streamované živé přenosy[27] během omezení covid-19
- 2022 (květen) "Magická komedie"[28] denně uváděna v Praze
- 2023 turné "Magic Phantom Comedy," Guatemala[29]
- 2024 získání hudební licence pro skladby Stinga, Shakiry, AC/DC a další pro novou show Images of love[30]
- 2024 premiéra show Images of Love a následná nominace k zastoupení ČR na festivalu Bharat Rang Mahotsav India 2025[31]
- 2024 říjen - galavečer společnosti iLLE v Hotel Ambassador Praha
- 2024 listopad - galavečer zástupců cestovních kanceláří USA v Soho Restaurant & Lounge Praha
- 24.11.2024 se HILT předvedl se stínovým divadlem v živém podcastu Opravdové Zločiny před vyprodanou O2 arenou[32]
- 31.12.2024 Silvestrovský galavečer v Hotelu Vista Dolní Morava
- 2025 Bharat Rang Mahotsav (únor) - HILT obhájil svou nominaci a obdržel dvě ocenění mezinárodního festivalu v Indii[33]
- HILT Black Light Theatre Prague vystupoval v televizních talk show[34]

## Spolupráce s umělci
Kromě komerční spolupráce, kdy byl HILT součástí jiného projektu, spolupracovali s HILTem i externí umělci ze zábavního a hudebního průmyslu v uměleckých projektech divadelního souboru. Umělecké vztahy udržuje houslistka Lenka Ambrožová, která spolupracovala s Theodorem Hoidekrem na hlavní hudební skladbě k tanečnímu duetu Popelka, zpěvačka Tereza Kyndlová, kytaristka Milada Karez a travesti umělec Miss Angelika. Mimořádné akce divadla moderuje herec Pavel Krejčí.

## Hudební tvorba, scénáře, režie a choreografie
Scénáře, režii a choreografii tvoří Theodor Hoidekr, který k většině děl složil i hudbu. V představení Magic Light Show se choreografie ujala Dana Gregorová z uskupení Uno a hudbu složil Ondřej Brzobohatý. Na choreografii show pro Porsche Taycan v čínské Šanghaji s Theodorem Hoidekrem spolupracovala Klarisa Císařová Hudbu ke scéně Stars složil indický skladatel Mayank Singh. Show Images of Love (premiéra 2024) obsahuje několik skladeb světového popu pod licenční smlouvou OSA, z. s..

## Charitativní činnost
Od roku 2017 se celý soubor HILT rozhodl využít svého postavení po mnoha letech působení a zapojit se do charitativní pomoci různým organizacím. Tradičně každý rok během celoevropské Noci divadel věnují výtěžek ze vstupného pokaždé jiné charitativní organizaci. Mezi podpořené patří Unicef, SOS dětské vesničky, Toulavé tlapky, Nadační fond Krtek, Nadace Leontinka, Život 90.
V období pandemie covidu-19 šili herci divadla HILT ve svém uzavřeném divadle roušky a jednou se rozhodli namísto pomoci organizacím podpořit soukromou osobu přezdívanou BIBI Boženka, postiženou rakovinou lymfatických uzlin.

## Galerie

Z představení HILT
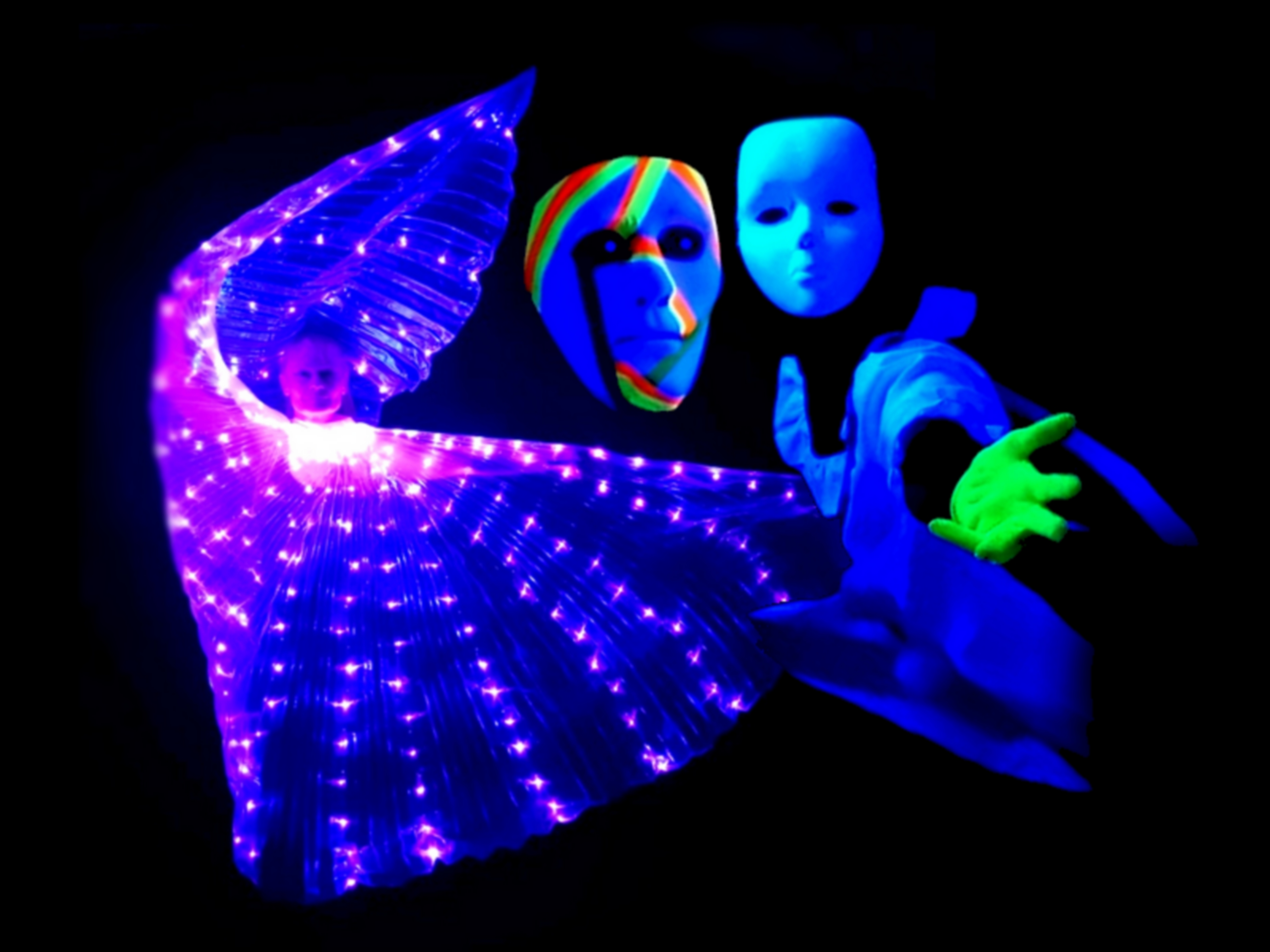
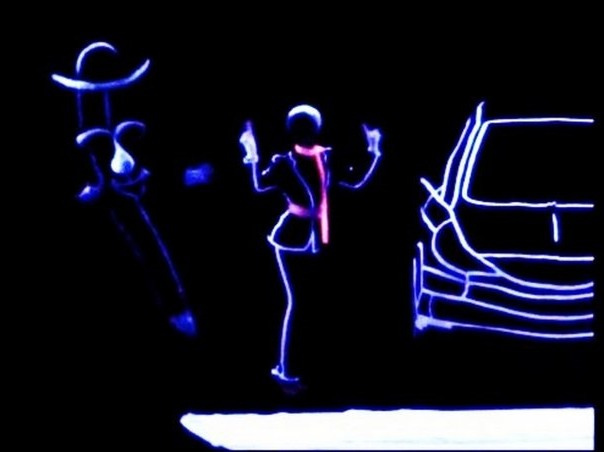
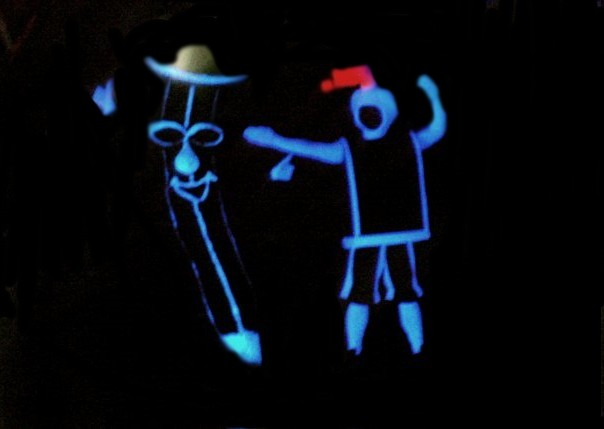
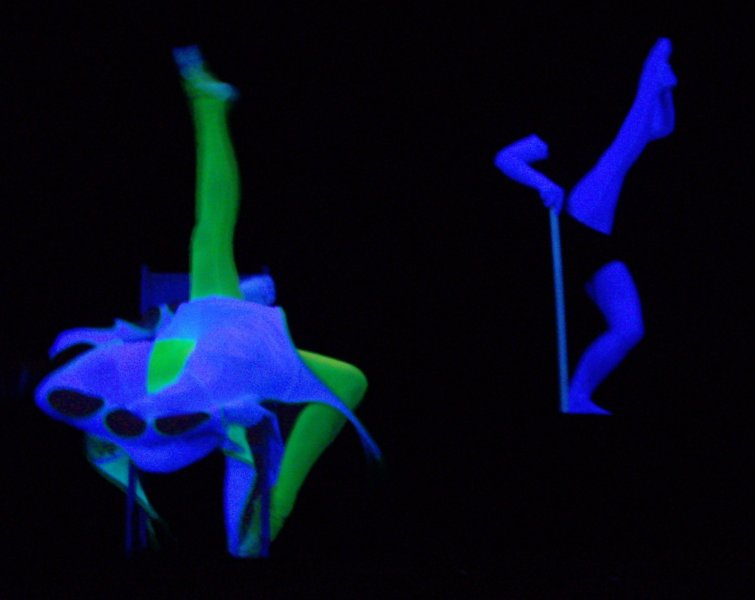
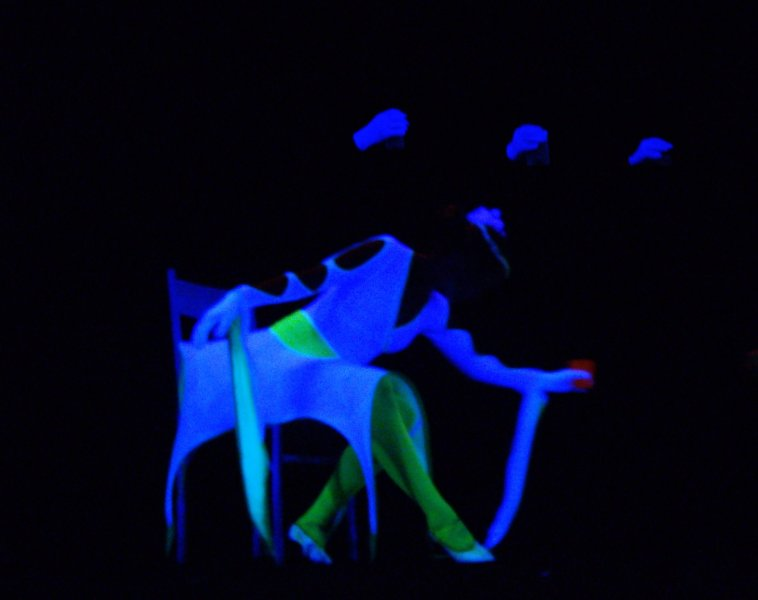
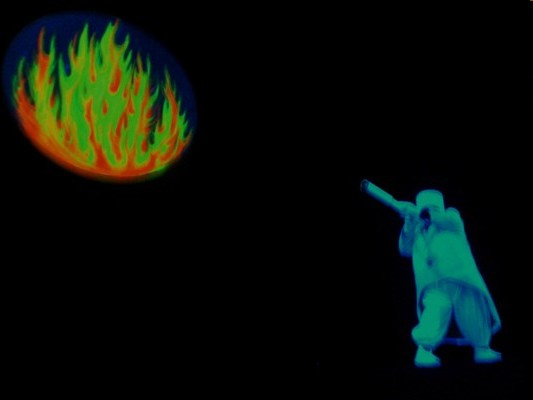
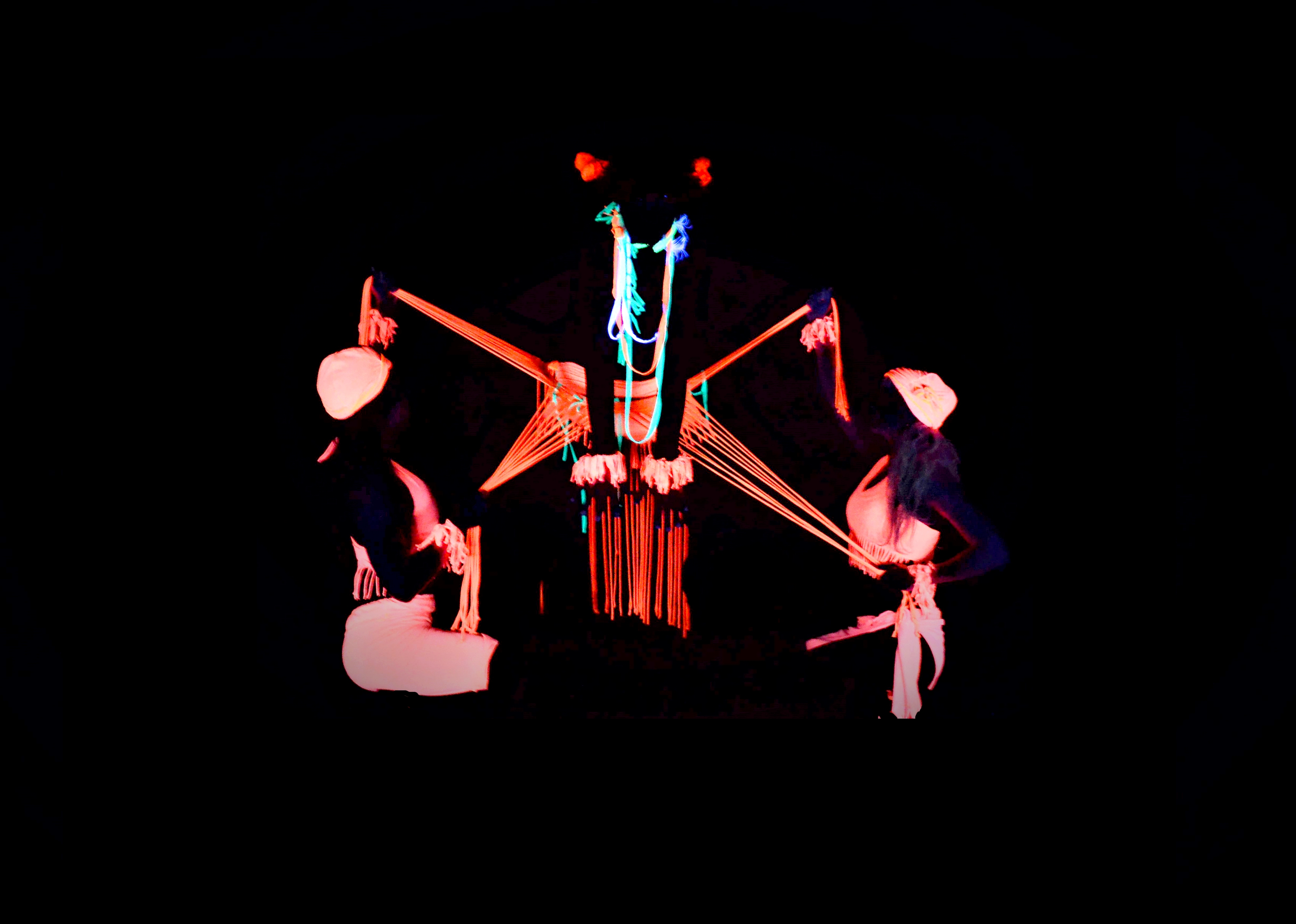
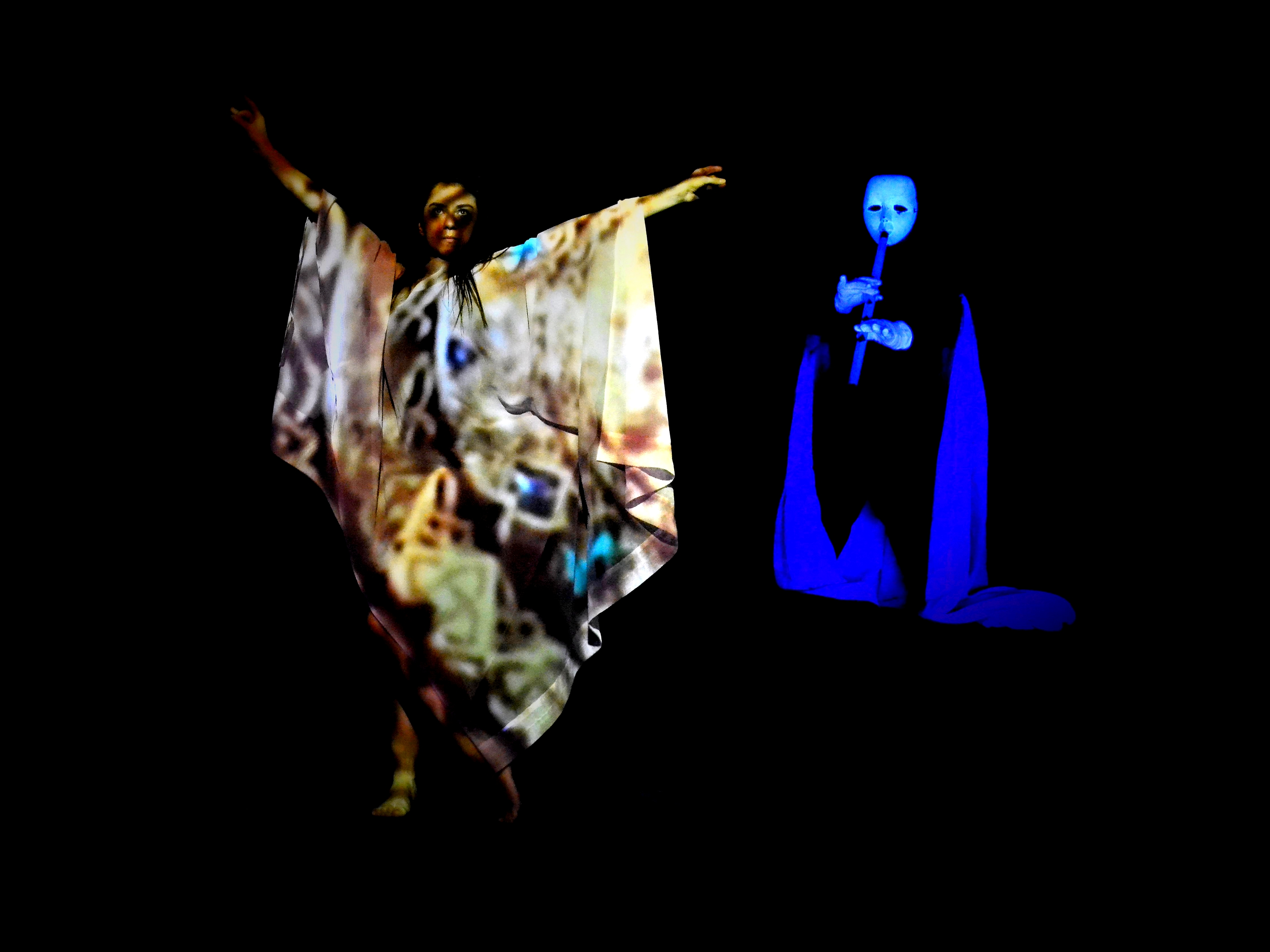
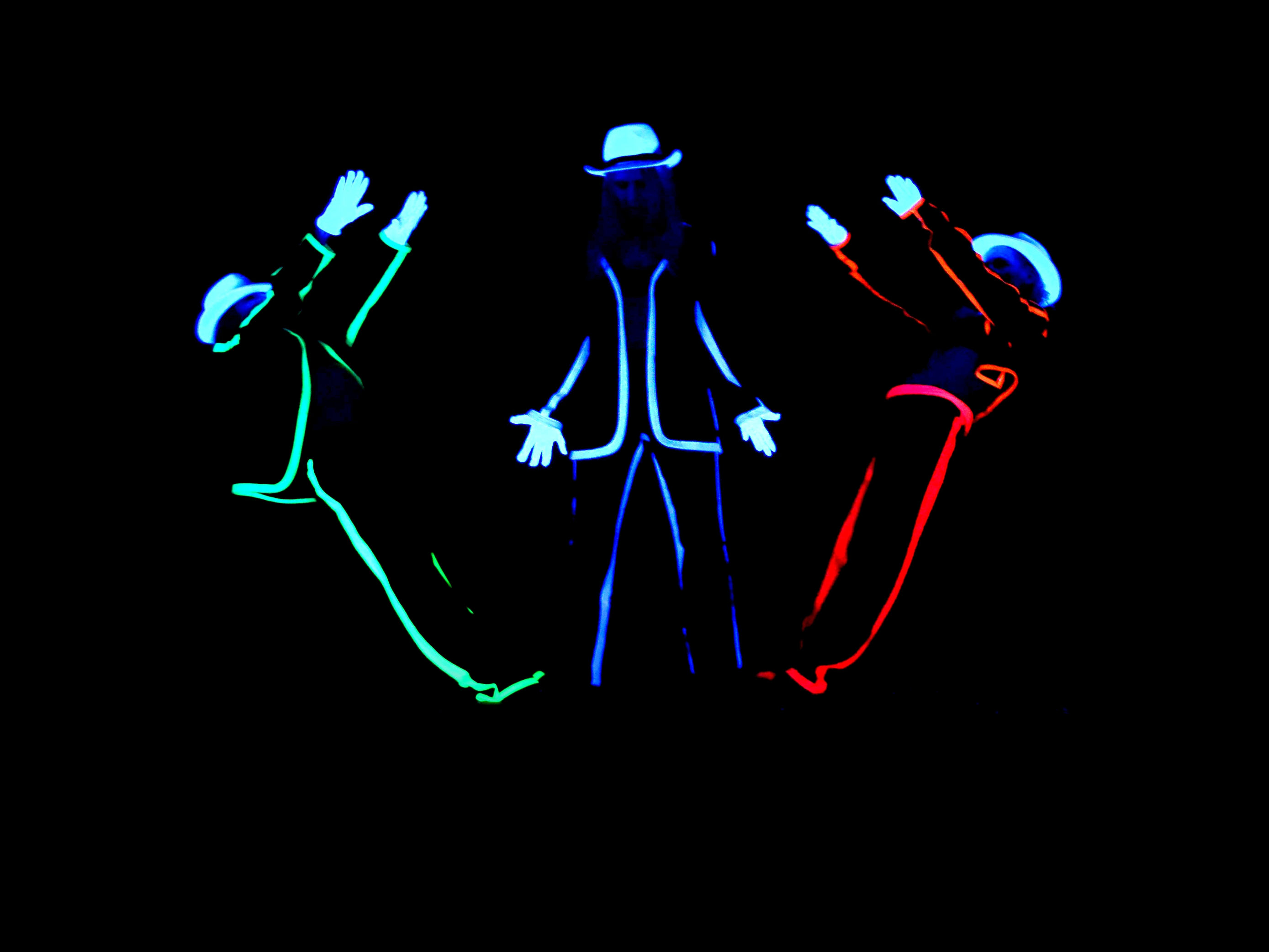
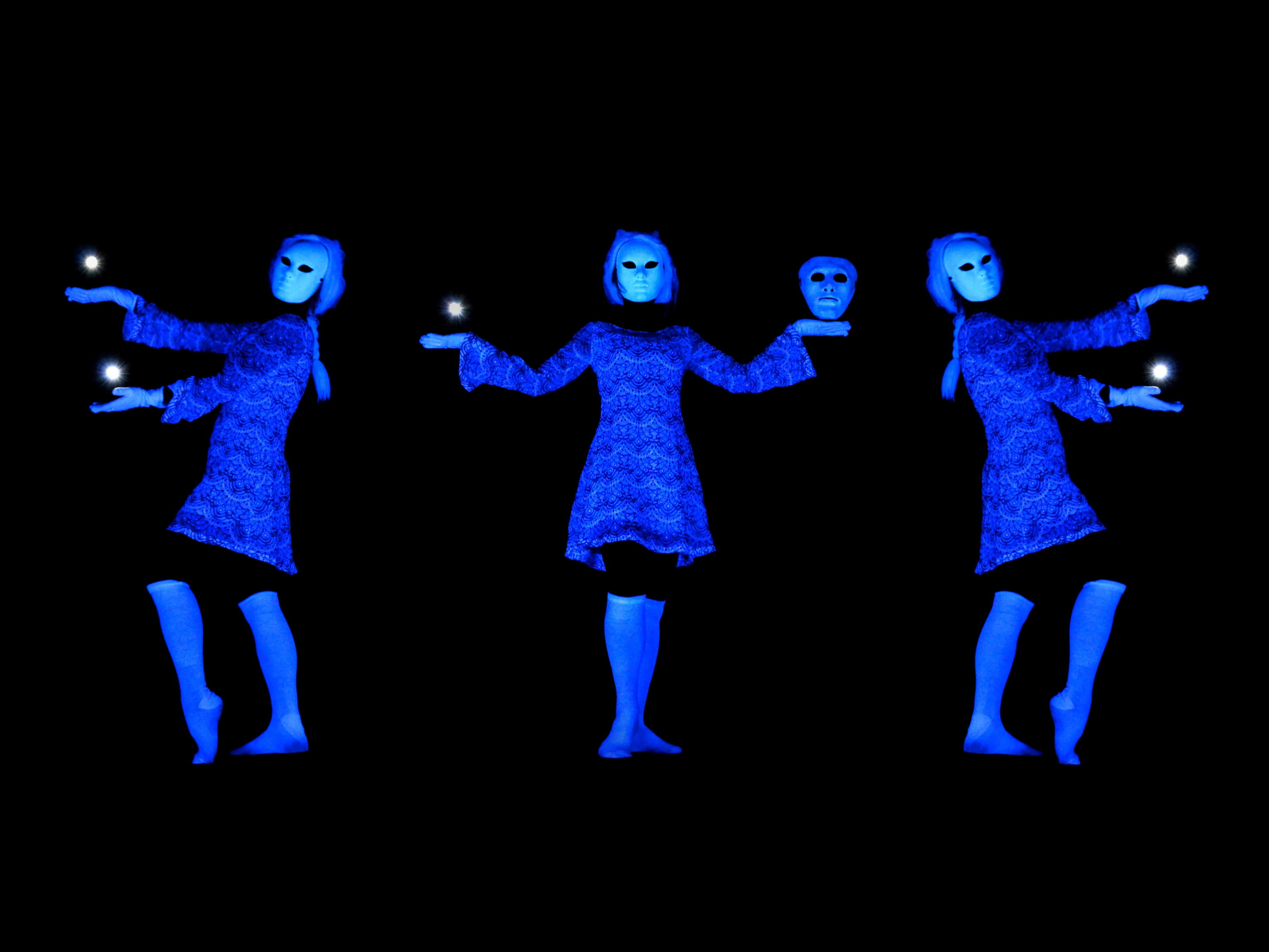
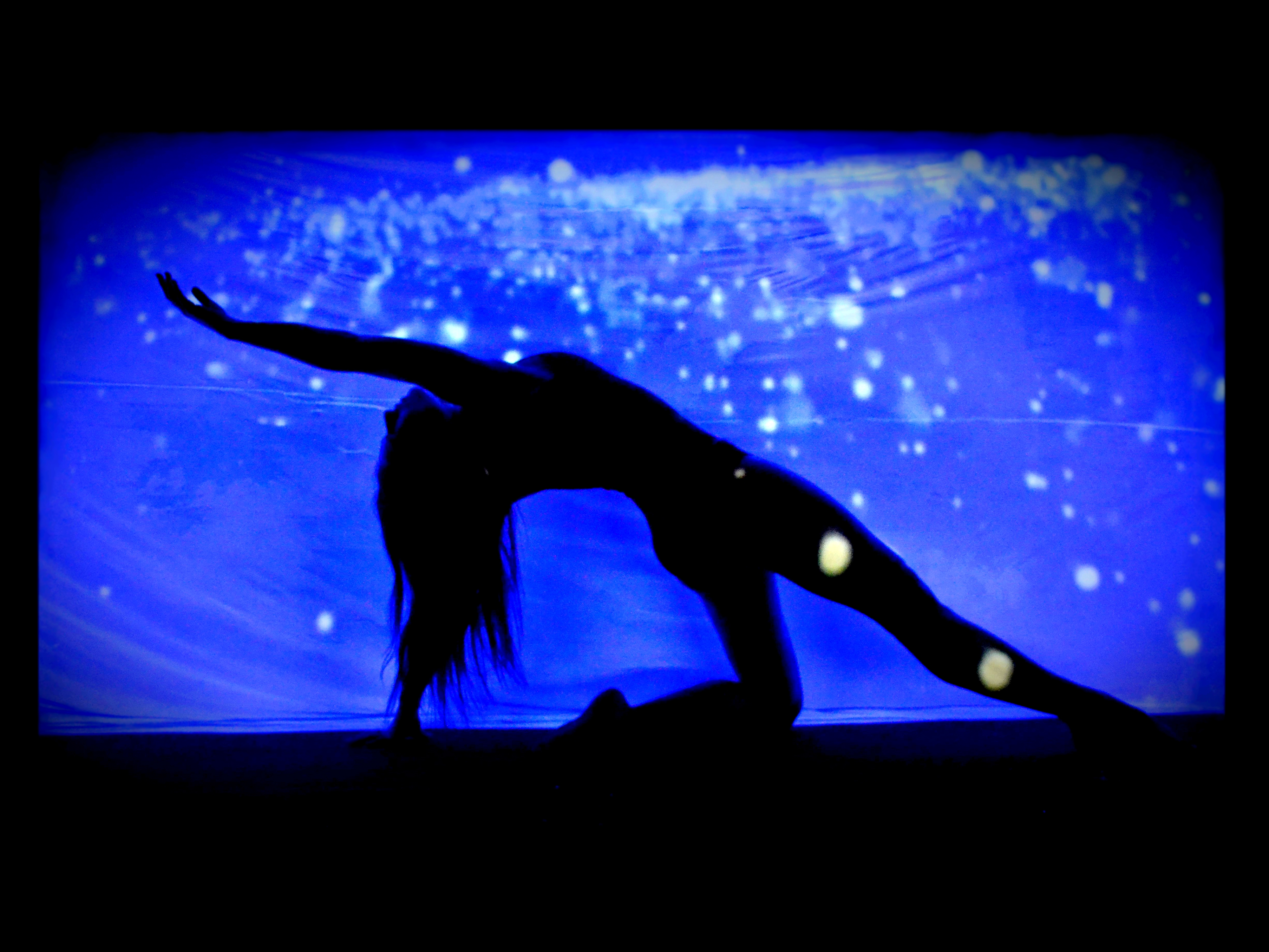